# Statistische Prozesslenkung
Die statistische Prozesslenkung (auch statistische Prozessregelung oder statistische Prozesssteuerung, englisch statistical process control, SPC genannt) wird üblicherweise als eine Vorgehensweise zur Optimierung von Produktions- und Serviceprozessen aufgrund statistischer Verfahren verstanden.

## Geschichte
SPC wurde von Walter A. Shewhart entwickelt. Die wissenschaftlichen Grundlagen wurden von ihm 1931 in dem Buch Economic Control of Quality of Manufactured Product umfassend hergeleitet und beschrieben. Ausgelöst wurde diese Arbeit durch die Absicht des Managements der Hawthorne Plant der Western Electric Company in Chicago, möglichst einheitliche und somit zuverlässige Produkte herzustellen. Der Versuch, dies mit Mitteln des gesunden Menschenverstandes zu bewerkstelligen, schlug fehl. In der Folge wurde Shewhart von den Bell Telephone Laboratories aus New York um Unterstützung gebeten.
Shewhart ging von der Vermutung aus, dass die Qualität des Endproduktes im Wesentlichen von der Kombination der Streuung der Parameter der Einzelteile abhängt. Als Ursache für diese Streuung fand er zwei grundsätzlich verschiedene Mechanismen:
1. Streuung aufgrund von allgemeinen Ursachen (zufällige Abweichungen vom Mittelwert, die sich aufgrund eines stochastischen Prozesses ergeben Rauschen (Physik)) und
2. Streuung aufgrund von besonderen Ursachen (Materialfehler, Maschinenfehler, Konstruktionsfehler etc.)

Die zweite wichtige Erkenntnis von Shewhart war, dass nun bei dem Versuch, diese Streuung zu minimieren, zwei Fehler gemacht werden können:
- Fehler 1: Eine Abweichung einer besonderen Ursache zuweisen, obwohl sie von einer allgemeinen Ursache hervorgerufen wurde.
- Fehler 2: Eine Abweichung einer allgemeinen Ursache zuweisen, obwohl sie von einer besonderen Ursache hervorgerufen wurde.

Es kann zwar entweder der eine oder der andere Fehler komplett vermieden werden, aber nie beide gleichzeitig. Es musste also ein Weg gefunden werden, die Kosten der Fehlervermeidung zu minimieren. Umfangreiche statistische Untersuchungen und Theoriebildung führten Shewhart schließlich zur Entwicklung von control charts (dt. Qualitätsregelkarten) als optimales Werkzeug, um die gewonnenen Erkenntnisse in die tägliche Praxis umzusetzen.
Ihre erste großindustrielle Anwendung fand SPC im Zweiten Weltkrieg, wo sie bei der Herstellung von Rüstungsgütern angewendet wurde.
Später erkannte William Edwards Deming, dass sich diese Erkenntnisse und Werkzeuge auf alle Arten von Prozessen (Geschäftsprozesse, Verwaltungsprozesse etc.) mit den gleichen positiven Ergebnissen anwenden lassen. Diese Lehre fiel vor allem in Japan auf fruchtbaren Boden, wo sie unter anderem innerhalb des Toyota-Produktionssystems weiterentwickelt wurde.
Heute wird die statistische Prozessregelung als Bestandteil eines Qualitätsmanagementsystems gesehen und begleitet als Serviceprozess den Kernprozess der Produktion oder Dienstleistung. Alle statistischen Methoden, die zur Überwachung und Optimierung des Kernprozesses dienen, werden unter dem Begriff statistische Prozesssteuerung zusammengefasst. Diese Methoden gehen über die verschiedenen Regelkartentechniken hinaus und schließen auch z. B. die Methoden der statistischen Versuchsplanung, die FMEA oder auch die Methodensammlung Six-Sigma mit ein. Größen der SPC fließen in Kunden-Lieferanten-Beziehungen als Prozessfähigkeitindizes ein.

## Vorgehen
Nachdem der zu untersuchende Prozess eindeutig definiert wurde, muss von einem Prozesskenner festgelegt werden, welche Messgrößen von Bedeutung sind. Diese müssen dann planmäßig während der laufenden Produktion erfasst werden. Die Auswertung erfolgt dann mittels Qualitätsregelkarten (z. B. {\displaystyle {\bar {X}}R}-, {\displaystyle {\bar {X}}s}- oder {\displaystyle XmR}-Karte).
Es gibt inzwischen auch Softwarepakete, die versuchen, die statistische Prozesslenkung als eine zentrale Komponente der rechnergestützten Qualitätssicherung CAQ zu etablieren. Die zu diesem Zweck vorgenommenen Messungen werden zum Teil auch automatisch durch eine Maschinendatenerfassung (MDE) durchgeführt und statistisch entsprechend weiterverarbeitet.

## Nutzen
SPC dient dazu, ein vordefiniertes Maß an Qualität möglichst kostengünstig einzuhalten. Hingegen ist sie ungeeignet, die Qualität von Produkten zu erhöhen. Eine über das benötigte Maß hinausgehende Qualitätslage hätte zusätzliche Kosten zur Folge, denen nur ein unwesentlicher zusätzlicher Nutzen zugeordnet wäre. Typischerweise liegt das benötigte Maß an fehlerfreien Teilen bei einem Wert von X, was mit relativ geringem Kontrollaufwand und somit niedrigen Kosten zu erreichen ist. Eine Erhöhung der Qualität auf 100 % fehlerfreie Teile würde den Kontrollaufwand jedoch sehr stark erhöhen, und zwar um wesentlich mehr als um die Differenz von 100%-X, da die Gesamtkosten exponentiell mit der gewünschten Qualitätslage steigen (u. a. durch mehr Prüfungen, bessere Prüfgeräte und Produktionsmaschinen, geeignetere Produktionsverfahren usw.). Es wird hierbei von unwirtschaftlichem „Overprovisioning“ gesprochen. SPC dient somit dem betriebswirtschaftlichen Minimalprinzip (engl. minimal prinzip).
Zur gezielten Erhöhung der gewünschten Qualitätslage sind andere Qualitätsmanagementmethoden notwendig, beispielsweise FMEA.

## Software
SPC wird üblicherweise mit Software-Unterstützung angewendet. Hierbei kommen drei Arten von Software zum Einsatz. Erstens generische Berechnungssoftware wie Tabellenkalkulationen oder Statistikpakete, zweitens vollumfängliche CAQ-Gesamtlösungen wie zum Beispiel von folgenden Herstellern (in alphabetischer Reihenfolge): AHP, Babtec, Böhme & Weihs Systemtechnik GmbH & Co. KG, camLine GmbH, CAT GmbH, CAQ AG, Dr. Eilebrecht SSE GmbH & Co. KG, Fink & Partner GmbH, Gewatec GRIPS, Guardus, IBS, iqs Software GmbH, MeasurLink, Minitab, PDAP by JessenLenz GmbH, Quality Miners GmbH mit CAQ360 und SQM360 (ehemals Pickert & Partner), Predisys, QDA Solutions, Q-DAS, QUIPSY, QSC – Quality Software & Consulting, SAP, SCIIL AG, Solvtec GmbH oder Syncos. Einsteiger nutzen meist Tabellenkalkulationen. Spezielle SPC- und CAQ-Produkte können jedoch den Arbeitsaufwand reduzieren und zentrale Auswertungen ermöglichen: SPC-Software ist meist mit herstellerspezifischen Regelwerken vorkonfiguriert und kann Messdaten direkt von Messwerkzeugen und -Maschinen einlesen, während ein CAQ-System neben SPC noch weitere Qualitätsmanagementbausteine wie FMEA, Lieferantenbewertung oder Prozesslenkungspläne über mehrere Ebenen und Artikel beinhaltet.